# Floreffe
Floreffe är en kommun i Belgien.   Den ligger i provinsen Namur och regionen Vallonien, i den centrala delen av landet, 50 km sydost om huvudstaden Bryssel. Antalet invånare är 7 803. Floreffe gränsar till Namur, Fosses-la-Ville, Profondeville och Jemeppe-sur-Sambre. 
Trakten runt Floreffe består till största delen av jordbruksmark. Runt Floreffe är det ganska tätbefolkat, med 166 invånare per kvadratkilometer.